# Marinomonas
Marinomonas ist eine Gattung von Bakterien, die zur Klasse der Proteobacteria gehört. Sie kommen meist im Meerwasser vor.

## Erscheinungsbild
Die Zellform von Marinomonas ist je nach Art unterschiedlich. Die Zellen einiger Arten sind spiralförmig gewunden (helikal). Hierzu zählen z. B. Marinomonas alcarazii und M. posidonica. Andere bilden gerade Stäbchen, z. B. M. aquimarina. Die Art M. communis zeigt gekrümmte Stäbchen. Die Arten sind motil (durch Flagellen beweglich). Die Flagellen liegen je nach Art entweder polar (an einem Zellende) oder bipolar (an beiden Enden). Dabei kann es sich um einzelne oder Büschel von Flagellen handeln. So besitzen z. B. M. alcarazii und M. mediterranea ein einzelnes polares Flagellum. M. communis ist entweder bipolar oder nur an einen Pol begeißelt. Bei M. aquiplantarum treten auch bipolare Büschel von Flagellen auf. Bei M. pontica tritt neben polarer auch subpolare, also etwas seitlich und nah an den Polen gelegene Begeißelung auf.

## Wachstum und Stoffwechsel
Die Arten von Marinomonas sind aerob, der Stoffwechsel ist die Atmung mit Sauerstoff als dem terminalen Elektronenakzeptor. Marinomonas communis und M. vaga nutzen bei D-Fructose und D-Glucose den Entner-Doudoroff-Weg. Es wird angenommen, dass dieser Stoffwechselweg unter den marinen Gammaproteobacteria weit verbreitet ist.
Der Oxidase-Test verläuft entweder positiv (z. B. bei M. aquimarina) oder negativ, wie bei M. alcarazii. Die Mehrzahl der Arten benötigt für das Wachstum Na+. Die Stämme von Marinomonas zeigen meist gutes Wachstum in typischen marinen Medien wie Marine-Agar (MA).
M. mediterranea bildet ein braunes bis schwarzes Melaninpigment, das von L-Tyrosin abgeleitet ist. Dieses Pigment diffundiert auch in das umgebende Medium. Das Genom dieser Art wurde vollständig sequenziert. Einige Stämme von Marinomonas produzieren auch Stoffe, die gegen andere Bakterienarten wachstumshemmend wirken (Bacteriocine).
Verschiedene Arten bilden Exoenzyme zur Hydrolyse von Polysacchariden, die Art M. primoryensis produziert Lipasen, also Exoenzyme zum Abbau von Lipiden.

## Chemotaxonomische Merkmale
Der GC-Gehalt in der DNA liegt je nach Art zwischen 45 und 50 Mol-Prozent (Stand 2014). Zu den Chinonen liegen nicht bei allen Arten Angaben vor. Bei den bis zum Jahr 2014 beschriebenen Arten ist von Marinomonas communis, M. vaga und M. dokdonensis bekannt, dass sie Ubiquinon 8 bilden.

## Systematik
Marinomonas ist neben Oceanospirillum die zweitälteste und eine der größten Gattungen der Oceanospirillaceae.
Im Jahre 1984 stellten Anita Van Landschoot und Jozef De Ley fest, dass sich die Arten Arinomonas communis und A. vaga stark von den anderen der Gattung unterscheiden und stellten sie in die neue Gattung Marinomonas.
Eine Analyse von deren eisenhaltigen Enzymen Superoxiddismutase und Glutaminsynthetase wies allerdings auf eine Beziehung zwischen diesen Arten und der Gattung Oceanospirillum hin und daher wurde ihre Zuordnung zu dieser Gattung unter den Artennamen Oceanospirillum commune und O. vagum von Bowditch et al. vorgeschlagen.
Im Jahre 1989 wurde von Pot et al. festgestellt, dass diese Stämme nicht eng mit der Typusart von Oceanospirillum verwandt waren, was ihre derzeitige Klassifizierung innerhalb von Marinomonas weiter stützte. Später wurde dies durch eine 16S-rRNA-Sequenzierung bestätigt.
Marinomonas vaga wird teilweise auch als Synonym für Oceanospirillum vagum geführt.
Eine dritte Art, die Melanin produzierende Marinomonas mediterranea, wurde 1999 von Solano und Sanchez-Amat beschrieben. Im Jahre 2014 zählten bereits 20 Arten zu der Gattung, im März 2020 wurden über 30 Arten in dieser Gattung geführt.
Es folgt eine Liste einiger Arten:
- Marinomonas agarivorans Yu et al. 2020
- Marinomonas alcarazii Lucas-Elío et al. 2011
- Marinomonas algicida Kristyanto et al. 2017
- Marinomonas aquimarina corrig. Macián et al. 2005
- Marinomonas aquiplantarum Lucas-Elío et al. 2011
- Marinomonas arctica Zhang et al. 2008
- Marinomonas atlantica Lasa et al. 2016
- Marinomonas brasilensis Chimetto et al. 2011
- Marinomonas communis (Baumann et al. 1972) van Landschoot and De Ley 1984
- Marinomonas dokdonensis Yoon et al. 2005
- Marinomonas gallaica Lasa et al. 2016
- Marinomonas mediterranea Solano and Sanchez-Amat 1999
- Marinomonas piezotolerans Yu et al. 2019
- Marinomonas polaris Gupta et al. 2006
- Marinomonas pontica Ivanova et al. 2005
- Marinomonas posidonica Lucas-Elío et al. 2011
- Marinomonas primoryensis Romanenko et al. 2003
- Marinomonas ushuaiensis Prabagaran et al. 2005
- Marinomonas vaga (Baumann et al. 1972) van Landschoot and De Ley 1984

## Ökologie
Fast alle Arten von Marinomonas benötigen Salz. Sie kommen zumeist im Meer oder in Salzseen vor, dort teilweise in extremen Lebensräumen. Z. B. tolerieren einige Arten hohe Salzgehalte, hohen Druck oder tiefe Temperaturen. Einige wurden auch in Meerespflanzen oder Meerestieren gefunden.
Die 2016 beschriebenen Arten Marinomonas gallaica und M. atlantica wurden aus einer Meeresmuschelart isoliert. Die im Kanadischen Becken des Arktischen Ozeans gefundene Art Marinomonas arctica ist psychrotolerant (toleriert also relativ tiefe Temperaturen) und zeigt Wachstum bei Temperaturen zwischen 0 und 37 °C. Marinomonas polaris und M. ushuaiensis wurden in subantarktischen Regionen gefunden. Isolate von M. primoryensis stammen vom Meereseis des Japanischen Meeres. Diese Art ist außerdem halophil (salzliebend) und toleriert bis zu 20 % NaCl. Wachstum findet zwischen 4 und 30 °C statt.
Mehrere Arten von Marinomonas wurden vom Seegras (Posidonia oceanica) im Mittelmeer isoliert. Fundort der Art M. brasiliensis ist die Koralle Mussismilia hispida, M. aquamarina wurde im Mittelmeer in Verbindung mit Austern und aus dem freien Meerwasser isoliert.
Marinomonas shanghaiensis toleriert hohe NaCl-Werte von bis zu 12 %, wobei das beste Wachstum bei 3–4 % NaCl erfolgt. Die Art stammt aus der Verbindung des Süßwassersees Dishui mit dem Ostchinesischen Meer.
Marinomonas piezotolerans wurde in der Tiefsee gefunden. Es wurde aus einer Bodenprobe in der Tiefe von 6796 m im Yapgraben im Pazifischen Ozean isoliert. Die Art ist piezotolerant (auch als barotolerant bezeichnet), d. h. sie toleriert extrem hohe Drücke von 0,1–50 MPa. Bestes Wachstum wird bei 0,1 MPa erreicht. Das Bakterium toleriert bis zu 13 % NaCl, das Optimum liegt bei 5 %.
Marinomonas communis und M. vaga können von dem parasitären Bakterium Bdellovibrio befallen werden.
Einige Arten von Marinomonas sind in der Lage, Petroleum abzubauen und als Nahrung zu nutzen. Dazu sind nur wenige Bakterien in der Lage, Beispiele sind Arten von Acinetobacter, Arthrobacter, Colwellia, Halomonas,  Oleispira, Rhodococcus und Shewanella.

## Einzelquellen
1. 1 2 3 4  
George M. Garrity (Hrsg.): Bergey’s Manual of Systematic Bacteriology. 2. Auflage, Band 2: The Proteobacteria. Part B: The Gammaproteobacteria. Springer, New York 2005, ISBN 0-387-95040-0, S. 284–289.
2. 1 2 3 4 5 6 7  
Eugene Rosenberg, Edward F. DeLong, Stephen Lory, Erko Stackebrandt, Fabiano Thompson: The Prokaryotes. Gammaproteobacteria. 4. Auflage, Springer, Berlin 2014, ISBN 978-3-642-30194-0, S. 504–511.
3. 1 2  
Helga Stan-Lotter und Sergiu Fendrihan: Adaption of Microbial Life to Environmental Extremes: Novel Research Results and Application Springer, 2017. ISBN 978-3-319-48325-2. doi:10.1007/978-3-319-48327-6
4. 1 2  
R. D. Bowditch, L. Baumann, P. Baumann: Description of Oceanospirillum kriegii sp. nov. and Oceanospirillum jannaschii sp. nov. and assignment of 2 species of Alteromonas to this genus as Oceanospirillum commune comb. nov. and Oceanospirillum vagum comb. nov. In: Curr. Microbiol. Band 10, 1984, S. 221–229.
5. ↑  
B. Pot et al. (1989): Intra- and intergeneric relationships of the genus Oceanospirillum. In: International Journal of Systematic and Evolutionary Microbiology. (1989) 39. S. 23–34, doi:10.1099/00207713-39-1-23.
6. ↑  
Masataka Satomi, Bon Kimura, Tohru Hamada, Shigeaki Harayama, Tateo Fujii: Phylogenetic study of the genus Oceanospirillum based on 16S rRNA and gyrB genes: Emended description of the genus Oceanospirillum and Pseudospirillum gen. nov., Oceanobacter gen. nov., and Terasakiella gen. nov.; transfer of Oceanospirillum jannaschii, and Pseudomonas stanieri to Marinobacterium with Marinobacterium jannaschii comb. nov., and Marinobacterium stanieri comb. nov. In: International Journal of Systematic and Evolutionary Microbiology. Band 52, Nr. 3, 2002, ISSN 1466-5026, S. 739–747, doi:10.1099/00207713-52-3-739.
7. ↑  
Jean Euzéby, Aidan C. Parte: Genus Marinomonas vaga. In: LPSN.dsmz.de. List of Prokaryotic names with Standing in Nomenclature (LPSN), abgerufen am 14. November 2020.
8. ↑  
Jean Euzéby, Aidan C. Parte: Genus Marinomonas. In: LPSN.dsmz.de. List of Prokaryotic names with Standing in Nomenclature (LPSN), abgerufen am 14. November 2020.
9. ↑  
Aide Lasa, Phillip Pichon, Ana L. Diéguez, Jesús L. Romalde: Marinomonas gallaica sp. nov. and Marinomonas atlantica sp. nov., isolated from reared clams (Ruditapes decussatus). In: International Journal of Systematic and Evolutionary Microbiology. Band 66, Nr. 8, 1. August 2016, ISSN 1466-5026, S. 3183–3188, doi:10.1099/ijsem.0.001170.
10. ↑  
Lyudmila A. Romanenko, Masataka Uchino, Valery V. Mikhailov, Natalia V. Zhukova, Tai Uchimura: Marinomonas primoryensis sp. nov., a novel psychrophile isolated from coastal sea-ice in the Sea of Japan. In: International Journal of Systematic and Evolutionary Microbiology. Band 53, 1. Mai 2003, S. 829–832, doi:10.1099/ijs.0.02280-0.
11. ↑  
M. Carmen Maciána, David R. Arahal, Esperanza Garaya, Maria J. Pujaltea: Marinomonas aquamarina sp. nov., isolated from oysters and seawater In: Systematic and Applied Microbiology Band 28, Nr. 2, 16. März 2005, ISSN 0723-2020, S. 145–150, doi:10.1016/j.syapm.2004.12.003.
12. ↑  
Yuli Wei et al.: Marinomonas shanghaiensissp. nov., isolated from the junctionbetween an ocean and a freshwater lake. In: International Journal of Systematic and Evolutionary Microbiology. Band 69, Nr. 3, 29. Januar 2019, ISSN 1466-5026, S. 805–810, doi:10.1099/ijsem.0.003241.